# Dachra
Dachra (àrab: دشرة, Daxra) és una pel·lícula de terror tunisiana escrita i dirigida per Abdelhamid Bouchnak i estrenada el 2018.
És la primera pel·lícula tunisiana rendible en vint anys (econòmicament i pel que fa a les entrades), tot i que no es va beneficiar de subvencions de l'Estat tunisià, ajuts de patrocinadors i fons tunisians o estrangers.

## Argument
La Yasmine, una estudiant de periodisme, i els seus amics Walid i Bilal, investiguen un cas sense resoldre: una dona trobada mig degollada fa 25 anys. Mongia està retinguda en un hospital psiquiàtric i se sospita que practica la màgia negra i la bruixeria. La seva investigació els porta a Dachra, un poble antic i aïllat a les muntanyes de Tunísia. Mentre el cap del poble els convida a passar la nit, la Yasmine es veu immersa en els pesants secrets de Dachra i no li queda més remei que lluitar per la seva supervivència.

## Repartiment
- Yasmine Dimassi: Yasmine
- Aziz Jebali: Walid
- Bilel Slatnia: Bilel
- Bahri Rahali: Bashir
- Hela Ayed: Mongia
- Hédi Mejri: Sabre

## Recepció
Dachra, primera pel·lícula de terror tunisiana, fou seleccionat a la Setmana Internacional de la Crítica de la 75a Mostra Internacional de Cinema de Venècia, on va ser la pel·lícula de clausura, al Festival Internacional de Cinema del Caire, a la secció Projeccions de mitjanit, i al Festival Internacional de Cinema de Göteborg, a la secció Noves veus.
També es presenta fora de competició durant el 29è Festival de Cinema de Cartago.
Fou considerada la pel·lícula més terrorífica a Splat!FilmFest (Polònia) i participà fora de competició al Festival Internacional de Cinema Fantàstic de Gérardmer de 2019.